# 1957 à la télévision
| Années de la télévision : 1954 - 1955 - 1956 - 1957 - 1958 - 1959 - 1960    |
| Décennies de la télévision : 1920 - 1930 - 1940 - 1950 - 1960 - 1970 - 1980 |

Cet article présente les faits marquants de l'année 1957 à la télévision.

## Évènements
- début des émissions de la télévision portugaise RTP.

### Italie
- La RAI rassemble tous les messages publicitaires dans un programme télévisé d’une demi-heure baptisé Carosello. En 1960, c’est le programme le plus regardé.

## Séries télévisées

### États-Unis
- 1er juillet : diffusion du premier épisode de Richard Diamond sur CBS
- 18 septembre : diffusion du premier épisode de La Grande Caravane sur NBC
- 20 septembre : diffusion du premier épisode de Monsieur et Madame détective sur NBC
- 21 septembre : diffusion du premier épisode de Perry Mason sur CBS
- 10 octobre : diffusion du premier épisode de Zorro sur ABC

### France
- 14 septembre : diffusion du premier épisode de La caméra explore le temps sur la RTF

## Feuilletons télévisés

### France
- 3 novembre : diffusion du premier épisode du Tour de France par deux enfants sur la RTF.

## Principales naissances
- 19 avril : Bernard Montiel, animateur de télévision et de animateur de radio et comédien français.
- 7 mai : Véronique Jannot, actrice et chanteuse française.
- 29 décembre : Louis Bodin, présentateur des bulletins météo.

## Principaux décès
- 15 juillet : George Cleveland, acteur canadien (° 17 septembre 1885).